# Тофус
Тофус — це подагричні вузлики, які представляють собою скупчення кристалів сечової кислоти, обмежені сполучною тканиною. Вони з'являються при тривалому перебігу подагри і виникають через 6 років після першого подагричного нападу.

## Причини
Причиною утворення подагричних гранульом є хронічне підвищення в крові концентрації сечової кислоти. Тривала гіперурикемія веде до того, що велика кількість сечокислих солей осідає в різних тканинах у вигляді мікрокристалів. Накопичення уратів в області суглобів пов'язано з недостатнім кровопостачанням опорно-рухового апарату у хворих старше 40 років, яке виникає внаслідок вікових змін. Вплив негативних факторів, таких як порушення видільної функції нирок, недотримання лікувальної дієти, прийом сечогінних засобів, сприяє формуванню подагричних вузликів через 2-3 роки.

## Типова локалізація
Найчастіша локалізація видимих при безпосередньому огляді підшкірно або внутрішньошкірно розташованих тофусів — область пальців кистей, колінних суглобів, стоп, виступів по ліктьовий поверхні передпліч, а також синовіальні сумки (особливо ліктьова сумка), сухожилля і вушна раковина. Тофуси часто концентруються навколо стійко змінених суглобів, безболісні. В окремих випадках шкіра над тофусах може покритися виразками, при цьому спонтанно виділяється їх вміст, що має пастоподібну консистенцію і білий колір.

## Чи небезпечні тофуси?
Тофуси при подагрі не можуть перероджуватися в злоякісні новоутворення, так що з точки зору малігнізації вони абсолютно безпечні. Однак вони можуть покритися виразками з утворенням нориць, які, як і сама подагрична гранульома, є серйозною косметичною проблемою. Крім того, гранульоми, що локалізуються у ділянці суглобів, можуть провокувати запальні процеси у периартикулярних тканинах і викликати бурсити та тендініти.

## Виявлення
Обов'язковим методом лабораторного дослідження є визначення сечової кислоти укрові та сечі. Для виявлення глибоко розташованих тофусів призначають рентгенографію кісток, магнітно-резонансну томографію уражених ділянок тіла, ультразвукове дослідження суглобів, м'язів і зв'язкового апарату.

## Лікувальна тактика
Лікування подагри і тофусів проводять медикаментозно, призначають регулярний прийом алопуринолу. Метою є зниження концентрації уратів в крові і усунення симптомів захворювання.
Для зниження ризику утворення подагричних вузликів призначають лікарські засоби, що поліпшують трофіку і мікроциркуляцію суглобів (пентоксифілін, актовегін, курантил).
Підвищення ефективності лікування досягають призначенням лікувальної дієти. Вона полягає у відмові від продуктів з високим вмістом пуринових речовин: м'яса, жирної риби, м'ясних і рибних бульйонів, грибів, субпродуктів, бобових культур, алкоголю, міцного чаю і кави. У раціон включають свіжі фрукти, ягоди, овочі, крупи, овочеві бульйони. Рекомендують щодня приймати мінеральну воду лужного складу.
При формуванні великих подагричних вузлів, які здавлюють м'які тканини і викликають запалення, проводять видалення патологічних утворень. Операцію призначають при рецидиві захворювання, тофусах у ділянці синовіальної оболонки і зв'язок суглобів.